# Гейдельбергская программа
Гейдельбергская программа (нем. Heidelberger Programm) — партийная программа СДПГ в 1925—1959 годах. 18 сентября 1925 года пришла на смену Гёрлицкой программе 1921 года. В 1959 году на партийном съезде была заменена на Годесбергскую программу. Тем не менее ещё в 1946 году Гейдельбергская программа была откорректирована в силу новой политической обстановки.
Гёрлицкая программа 1921 года практически не упоминала марксизм и революцию и старалась опереться на принцип народной партии, хотя и сохраняла тезис о классовой борьбе. В контексте немецкой социал-демократии тех лет принятие принципа народной партии означало, что СДПГ отказывается от роли исключительно «партии пролетариата», «партии рабочего класса» и старается представлять интересы не отдельной социальной группы рабочих, а как можно большего числа граждан, включая сельских жителей, мелкую городскую буржуазию, мелких чиновников и т.д., которые в совокупности и образуют «народ». В Веймарской республике, согласно профессиональной переписи 1925 года, рабочие (пролетариат) составляли лишь 45,1 % занятых, то есть без учета безработных. Однако принцип народной партии шёл вразрез с классическим марксистским представлением о социал-демократической партии как партии рабочего класса и подвергался критике многими ортодоксальными марксистами как разновидность Бернштейнианского ревизионизма. Гейдельбергская программа во многом копировала Эрфуртскую программу СДПГ 1891 года, особенно в идеологических положениях, так как в ней снова упоминались марксизм, социалистическая революция, а также декларировался отказ от принципа народной партии.

## Исторический фон
Для понимания причин «отката» к классовым принципам и марксизму необходимо учитывать контекст Веймарской республики. Во время Первой мировой войны в 1917 году от СДПГ откололось её левое крыло в виде НСДПГ, солидная часть которой впоследствии примкнула к Коммунистической партии Германии (КПГ), а СДПГ сформировала Веймарскую коалицию с центристскими буржуазными партиями (НДП и партия Центра, а также стабильное правительство Отто Брауна в Свободном государстве Пруссия в рамках этой коалиции. НСДПГ в свою очередь организовала восстание спартакистов, которое было подавлено одним из руководителей СДПГ рейхспрезидентом Фридрихом Эбертом. На парламентских выборах 1920 года НСДПГ получила почти столько же мест в рейхстаге, сколько и сама СДПГ. Именно в этот период была принята Гёрлицкая программа 1921 года. 
Однако к сентябрю 1925 года ситуация существенно изменилась. Во-первых, в 1922 году НСДПГ провела объединительный съезд с СДПГ, а радикальные члены НСДПГ вошли в недавно созданную КПГ. Таким образом, отколовшиеся левые социал-демократы, которые не вошли в КПГ, вернулись в СДПГ. Во-вторых, СДПГ начала терять доверие избирателей из-за компромиссов и уступок буржуазным партиям. Хотя от поражения на майских выборах 1924 в рейхстаг СДПГ смогла оправиться к декабрьским парламентским выборам того же года, об успехах уровня выборов 1919 года в учредительное собрание не могло быть и речи. В-третьих, рейхспрезидент от СДПГ Фридрих Эберт умер в феврале 1925 года, а на президентских выборах в апреле 1932 года победил кандидат от правого блока консервативный фельдмаршал Пауль фон Гинденбург. К сентябрю 1925 года выстроилось два расхождения насчёт сущности СДПГ: Концепция «Volkspartei» (народная партия) для привлечения голосов из не-пролетариата и «Klassenpartei» (классовая партия), согласно которой нужно вернуть голоса разочаровавшейся в СДПГ части пролетариата, которая стала голосовать за КПГ.
В итоге к партийной конференции 3–18 сентября 1925 года СДПГ с небольшим перевесом голосов приняло Гейдельбергскую программу, в соответствии с которой партия ушла больше влево. Историк Г. А. Винклер охарактеризовал принятие программы так:
...существует связь между «идеологическим смятением средних слоев» и «идеологической самоизоляцией партийного социализма». СДПГ действительно предложила мелким предпринимателям «камень вместо хлеба насущного», когда под влиянием бывших независимых социал-демократов зафиксировала в 1925 г. во вступлении к своей «Гейдельбергской программе» столь же неверный, сколь и старый марксистский постулат, согласно которому крупное производство неизбежно вытесняет мелкое из промышленности, торговли и транспорта, тем самым уменьшая его социальное значение. То, что после такого вердикта мелкие предприниматели перестанут видеть в социал-демократах представителей своих политических интересов, подразумевалось само собой.

## Программа
Важной частью Гейдельбергской программы была её позиция в разделе «Внешняя политика». В нём говорилось о необходимости решать международные проблемы исключительно мирным путём. В отличие от Эрфуртской и Гёрлицкой программ, СДПГ призывала к «европейскому решению» и выступала за создание Соединенных штатов Европы:
«Она [СДПГ] выступает за создание европейского экономического единства, которое стало необходимым по экономическим причинам, и за образование Соединенных Штатов Европы в целях достижения солидарности интересов народов всех континентов». 
Оригинальный текст (нем.)„Sie tritt ein für die aus wirtschaftlichen Ursachen zwingend gewordene Schaffung der europäischen Wirtschaftseinheit, für die Bildung der Vereinigten Staaten von Europa, um damit zur Interessensolidarität der Völker aller Kontinente zu gelangen.“
Примечательно, что из-за миролюбивой позиции социал-демократов их часто обвиняли в отсутствии патриотизма и предательстве Германии, что наиболее ярко выразилось в легенде об ударе ножом в спину. 
Исполнительный комитет СДПГ выбрал Гейдельберг для проведения партийной конференции, чтобы почтить память Фридриха Эберта и сохранить его политическое наследие, так как Гейдельберг был родиной недавно умершего рейхспрезидента.
Авторами Гейдельбергской программы выступили Рудольф Гильфердинг и Карл Каутский. Гильфердинг ещё до начала Первой мировой войны писал про наметившуюся тенденцию к объединению промышленного, торгового и банковского капитала в финансовый капитал и сопутствующие этому процессы монополизации, которые позднее были описаны термином «организованный капитализм» (Organisierter Kapitalismus). Результаты работ Гильфердинга также нашли своё отражение в теоретической части Гейдельбергской программы. Х. Поттхорфф и С. Миллер описывают её так: 
В программе, принятой партийным съездом 1925 г., в подготовке которой значительное участие принимал Карл Каутский, вновь преобладала воинствующая классовая марксистская тональность. Это была не только уступка бывшим «независимцам», но также реакция на обострившиеся в кризисные годы социальные конфликты. В своей принципиальной части Гейдельбергская программа в значительной мере возвращалась к Эрфуртской программе 1891 г.

## Текст Гейдельбергской программы на немецком
- Kautsky Karl, Hilferding Rudolf. Das Heidelberger Programm (нем.). Marxists Internet Archive.